# Mikałaj Andrejczuk
Mikałaj Kanstancinawicz Andrejczuk (biał. Мікалай Канстанцінавіч Андрэйчук, ros. Николай Константинович Андрейчук, Nikołaj Konstantinowicz Andriejczuk; ur. 7 kwietnia 1957 w Podbiałej) – białoruski prawnik, sędzia i polityk, w latach 2008–2012 deputowany do Izby Reprezentantów Zgromadzenia Narodowego Republiki Białorusi IV kadencji.

## Życiorys
Urodził się 7 kwietnia 1957 roku we wsi Podbiała, w rejonie kamienieckim obwodu brzeskiego Białoruskiej SRR, ZSRR. W 1982 roku ukończył studia na Wydziale Prawa Kaliningradzkiego Uniwersytetu Państwowego, uzyskując wykształcenie prawnika. Pracę rozpoczął jako tokarz w Kaliningradzkich Zakładach Handlowego Budownictwa Maszynowego. Odbył służbę w szeregach Sił Zbrojnych ZSRR. Pięć lat pracował jako śledczy, starszy śledczy Kamienieckiego Rejonowego Oddziału Spraw Wewnętrznych, następnie sędzia. W 1987 roku został przewodniczącym sądu rejonu kamienieckiego, po czym pracował na tym stanowisku ponad 20 lat.
W 2008 roku kandydował w wyborach parlamentarnych. Jego program wyborczy zawierał m.in. postulat wprowadzenia zmian w kodeksie naruszeń prawa administracyjnego. 27 października 2008 roku został deputowanym do Izby Reprezentantów Zgromadzenia Narodowego Republiki Białorusi IV kadencji z Białowieskiego Okręgu Wyborczego Nr 8. Pełnił w niej funkcję członka Stałej Komisji ds. Prawodawstwa i Zagadnień Sądowo-Prawnych. Od 13 listopada 2008 roku był członkiem Narodowej Grupy Republiki Białorusi w Unii Międzyparlamentarnej. Jego kadencja w Izbie Reprezentantów zakończyła się 18 października 2012 roku.

## Odznaczenia
- Medal Jubileuszowy „90 lat Sił Zbrojnych Republiki Białorusi”;
- Gramota Pochwalna Rady Ministrów Republiki Białorusi[1].

## Życie prywatne
Mikałaj Andrejczuk jest żonaty, ma dwoje dorosłych dzieci. Żona mieszka i pracuje w Mińsku. Syn jest prawnikiem, w 2009 roku pracował jako asystent przewodniczącego Brzeskiego Międzygarnizonowego Sądu Wojskowego. Córka w tym samym roku kończyła Wydział Prawa Brzeskiego Uniwersytetu Państwowego im. Aleksandra Puszkina i miała swoją rodzinę. W wolnym czasie Mikałaj Andrejczuk zajmuje się myślistwem. Poluje przede wszystkim na dziki i lisy.